# María del Mar Rodríguez Carnero
María del Mar Rodríguez Carnero, känd som La Mari, född 15 januari 1975 i Marbella, är en spansk sångare. Hon är vokalist i musikgruppen Chambao som blandar elektronisk musik och flamenco till Flamenco Chill.
La Mari diagnosticerades år 2005 med bröstcancer och hon har skrivit en bok om sin kamp mot sjukdomen. Utöver Chambao har hon bl.a. samarbetat med Ricky Martin och Helena Paparizou.